# XFT (langage XML)
Pour les articles homonymes, voir XFT.
XFT (eXchange For Travel) est une norme XML.
Le XFT a été élaboré pour faire office d’outil de communication entre les acteurs du tourisme (tours opérateurs, distributeurs ou autres prestataires). Ce langage permet d'élaborer des transactions de vente de voyage, de gestion post-réservation ou de back-office.

## Langageopen sourcepour l'industrie du voyage
Le langage XFT a été créé en 2003 par un regroupement d'acteurs français de l'industrie du tourisme pour répondre aux besoins de connectivité et d’interopérabilité des systèmes. La démarche consiste à proposer un langage unique aux acteurs afin de faciliter les échanges.
Basé sur XML et validé par l'intermédiaire d'un schéma, le langage XFT peut-être utilisé pour élaborer des transactions de recherche (produits, disponibilités), de vente (réservation et création de dossier de voyage), ou de gestion, ou encore des fichiers comme un catalogue produit ou un cache de prix et disponibilités.

## Usages
Le langage XFT est utilisé dans des fichiers et transactions tels que : 
- des catalogues de produits, cache de prix et disponibilités
- des transactions de recherche et de vente pour la vente en ligne (recherche de vols, création d'options)...
- des transactions de gestion pots-réservation (mise à jour, annulation d'un voyage...)

Les transactions XFT peuvent être utilisés pour mettre en œuvre des processus complets, synchrones ou asynchrones. Certains acteurs comme Pierre & Vacances utilisent également le langage XFT pour des processus internes.

## Langage vs. Standard
XFT est un langage et non un standard. Cela lui permet d'être flexible et évolutif, car il repose sur des principes structurant qui évitent de tout redéfinir :
- utilisation de classes ;
- héritage ;
- récursivité ;
- conventions de nommage des termes ;
- Utilisation systématique possible d'éléments uniques ou multiples.

Le langage XFT est ainsi polyvalent (il permet d'exprimer différents concepts sans avoir à faire évoluer le langage), il supporte différents dialectes pour exprimer les mêmes concepts. Il est prévu pour exprimer les besoins et concepts du secteur tourisme, sans restrictions.
Afin de faciliter les échanges et limiter les dialectes (utilisation spécifiques différentes), l'association a maintenant initié l'élaboration de certains standards.
Il s'agit en réalité de cas d'utilisation qui ont été standardisés et documentés :
- le catalogue de produits : Catalogue XFT version 1 ;
- les transactions de pots-réservation.

## Produits
- Le schéma du catalogue est le dictionnaire et la grammaire du langage. Il permet de savoir quel est le langage et comment les termes sont utilisés les uns par rapport aux autres. Il permet également de valider les flux élaborés en XFT.
- Le Catalogue XFT 1.0 est un fichier standard permettant aux fournisseurs de communiquer ses produits aux distributeurs (information métier et contenu éditorial)
- La documentation complète est réservée aux membres de l'association XFT, qui peuvent également bénéficier de support et de formation.